# Resident Evil
Resident Evil ou Biohazard (バイオハザード, Baiohazādo) no Japão, é uma série japonesa de jogos eletrônicos de tiro em terceira pessoa e survival horror, criada e publicada pela Capcom para várias plataformas. A série também consiste em jogos de tiro em primeira pessoa, com os jogadores normalmente sobrevivendo em ambientes pós-apocalípticos infestados por vírus, zumbis, parasitas e outras criaturas assustadoras, geralmente criadas como armas biológicas. A franquia expandiu para outros tipos de mídia, incluindo uma série de filmes live-action, filmes animados, série de televisão, quadrinhos, livros e merchandise. Resident Evil é uma franquia de terror mais bem sucedida de todos os tempos.
O jogo homônimo foi criado por Shinji Mikami e Tokuro Fujiwara e lançado para o Playstation em 1996. É creditado por redefinir o gênero do survival horror e trazer os zumbis de volta à cultura popular. Com Resident Evil 4 (2005), a franquia mudou para uma jogabilidade mais dinâmica, presenciada em jogos eletrônicos de tiro, conquistando aclamação e influenciando a evolução dos jogos de survival horror, popularizando a visão "over-the-shoulder" ("acima do ombro", em tradução livre) muito presente em jogos em terceira pessoa.
A franquia retornou ao survival horror com Resident Evil 7: Biohazard (2017) e Resident Evil Village (2021), os quais utilizam a perspectiva em primeira pessoa. A Capcom lançou quatro remakes de títulos da série: Resident Evil (2002), Resident Evil 2 (2019), Resident Evil 3 (2020) e Resident Evil 4 (2023). Resident Evil é a franquia mais bem sucedida da Capcom, bem como a série de jogos de terror mais vendida da história, com 154 milhões de cópias vendidas mundialmente.
O primeiro filme de Resident Evil foi lançado em 2002, prosseguido de cinco sequências e um reboot em 2021, Welcome to Raccoon City. Os filmes receberam críticas majoritariamente negativas do Rotten Tomatoes e Metacritic, porém faturaram mais de USS$ 1.2 bilhão, fazendo de Resident Evil a terceira série de filmes de jogos eletrônicos mais lucrativa.

## Jogabilidade
| Resident Evil em ordem cronológica              |
| ----------------------------------------------- |
| Resident Evil Zero                              |
| RE Umbrella Chronicles: Train Derailment        |
| Resident Evil                                   |
| RE Umbrella Chronicles: Mansion Incident        |
| Resident Evil 3 (Primeira metade)               |
| Resident Evil 2                                 |
| RE Darkside Chronicles: Memories of a Lost City |
| Resident Evil 3 (Segunda metade)                |
| RE Umbrella Chronicles: Raccoon's Destruction   |
| Resident Evil Code: Veronica                    |
| RE Darkside Chronicles: Game of Oblivion        |
| RE Darkside Chronicles: Operation Javier        |
| RE Umbrella Chronicles: Umbrella's End          |
| Resident Evil 4                                 |
| Resident Evil Revelations                       |
| Resident Evil 5                                 |
| Resident Evil Revelations 2                     |
| Resident Evil 6                                 |
| Resident Evil 7                                 |
| Resident Evil Village                           |

Resident Evil é baseado no jogo Sweet Home, o qual é baseado no filme japonês Suiito houmu (Sweet Home), que foi lançado apenas no Japão em 1989 para o Famicom (Nintendo Entertainment System). Resident Evil herdou muito dos elementos Sweet Home incluindo a mansão, os quebra-cabeças e até a tela de carregamento na forma de uma porta que se abre.
Enquanto os jogos iniciais da série foram anunciados no mercado asiáticos e ocidentais sob o título BioHazard, a ramificação americana da Capcom mudou o título para Resident Evil alguns meses antes do lançamento. Apesar de nenhum motivo oficial para a mudança ter sido divulgado, é dito que o motivo para a troca foi referente a uma infração de propriedade intelectual.
A maioria dos jogos da série são na perspectiva em 3ª pessoa, vendo todos os personagens por cima enquanto eles se movem por cenários pré-renderizados. Apesar de Resident Evil ter sido um dos primeiros jogos a usar este estilo de jogo nos consoles, a técnica foi primeiramente usada na série de jogos para PC, Alone in the Dark que também é citado como o primeiro jogo do gênero survival horror. Esses cenários estáticos agradaram muito os fãs, apesar de CODE: Veronica X, Resident Evil 4 e, mais recentemente, Resident Evil 5, Resident Evil 6 e Resident Evil 7 terem apresentados cenários em tempo real.
Alguns dos jogos permitem ao jogador escolher de um a dois personagens, os quais afetarão em que partes da história serão revelados segredos adicionais, pequenas missões, armas e finais destraváveis após completar o jogo com ambos personagens.
A série Resident Evil é controversa quanto ao uso de violência, mutilações e sangue, que são vistos por todo jogo, do começo ao fim. Cada jogo começa por uma mensagem avisando que "Este jogo contém cenas sangrentas e de violência explícita" ("This game contains scenes of explicit violence and gore"). Deve ser notado que a violência no jogo, diferente da série Grand Theft Auto, é praticamente exclusiva com ameaças biológicas e, apenas duas vezes, o jogador teve que lutar e matar outro ser humano (os quais, em geral, eram vilões). De qualquer modo, os personagem do jogador são humanos e suas mortes são bem detalhadas – especialmente no Resident Evil 4 e Resident Evil 5, onde o protagonista pode ser decapitado, partido ao meio e outros detalhes. A tela de Game Over também acrescenta a isso as palavras "You Died" ou "You are Dead" (“Você Morreu” ou “Você está morto”) em uma fonte de sangue.

## Jogos publicados
Os primeiros três jogos são: Resident Evil, Resident Evil 2 e Resident Evil 3: Nemesis. Todos foram lançados para PlayStation. O primeiro jogo foi adaptado para o Sega Saturn, enquanto ambos Resident Evil 2 (o único Resident Evil para Nintendo 64) e Resident Evil 3 foram lançados para o Sega Dreamcast e Nintendo GameCube. Todos os três foram adaptados para PC. Algumas dessas adaptações adicionam conteúdo exclusivo e características não presentes nos originais. A série iniciou sua sexta geração com Resident Evil CODE: Veronica X para Sega Dreamcast. CODE: Veronica foi, posteriormente, adaptado para PlayStation 2 e, depois, para Game Cube, na forma de uma versão atualizada chamada Resident Evil CODE: Veronica X.
Depois de CODE: Veronica X, o criador da série, Shinji Mikami, e a Capcom assinaram um contrato de exclusividade para a série com a Nintendo. Isto significou o lançamento com exclusividade para o console da Nintendo, na época o GameCube, do remake do Resident Evil original, Resident Evil, com novos gráficos e algumas novas locações, assim como o relançamento dos demais títulos da série (Resident Evil 2, Resident Evil 3 - Nemesis e Resident Evil CODE Veronica X) para o console, além de mais dois títulos novos, o prólogo da série Resident Evil 0, e  a "continuação" Resident Evil 4, ambos com exclusividade para o GameCube. Após o termino do contrato, a Capcom relançou Resident Evil 4 para outros consoles, incluindo o popular PlayStation 2, sendo que este jogo também foi o primeiro da série a ser lançado para PC. De fato, Resident Evil 4 foi o jogo mais popular da série, ganhando versões inclusive para celulares e o console Zeebo; e com o surgimento de uma nova geração de consoles, ele voltou a ser relançado, inicialmente com a Wii Edition, que fazia uso dos controles de movimento do novo console da Nintendo, e posteriormente com a versão HD, para Xbox 360 e Playstation 3. Em 2014, o jogo voltou a ser relançado, com a versão Ultra HD, para PC, Xbox One e Playstation 4. No dia 5 de agosto de 2014, a Capcom anunciou que iria lançar uma remasterização em HD do remake do título original (Resident Evil) para o GameCube lançado em 2002 e traze-lo para o Playstation 3, Playstation 4, PC, Xbox 360 e Xbox One no início de 2015.
Uma adaptação melhorada do Resident Evil original para portátil, chamada Deadly Silence, foi lançada para Nintendo DS, para comemorar o aniversário de 10 anos da série. O jogo aproveita as capacidades únicas da tela sensível do Nintendo DS (e em uma parte, do microfone embutido). Os usos para a tela sensível incluem as sequências de luta com facas, na qual os jogadores usam a tela sensível para atacar os inimigos, e alguns puzzles novos ou modificados que façam uso dela. O microfone é usado para reanimar companheiros por respiração "boca-a-boca" , quando ele é assoprado. Entre outras vantagens, o jogo inclui um mapa fixo, no qual o jogador pode ver, além do mapa, sua munição e seu sangue (baseado nas cores do fundo), sempre, e sua faca está sempre equipada (gatilho esquerdo).
O último jogo da série principal é o remake de Resident Evil 4 lançado em 2023 para Microsoft Windows, PlayStation 4, PlayStation 5 e Xbox Series X/S.
| Título                         | Ano  | Plataforma Original                                                    | Outras Plataformas                                                                                    |
| ------------------------------ | ---- | ---------------------------------------------------------------------- | --- |
| Resident Evil                  | 1996 | PlayStation                                                            | PC, Sega Saturn, Nintendo DS, PlayStation 3                                                           |
| Resident Evil 2                | 1998 | PlayStation                                                            | PC, Dreamcast, GameCube, PlayStation 3, Game.com, Nintendo 64,                                        |
| Resident Evil 3: Nemesis       | 1999 | PlayStation                                                            | PC, Dreamcast, GameCube, PlayStation 3                                                                |
| Resident Evil Code: Veronica X | 2001 | Dreamcast                                                              | PlayStation 2, PlayStation 3, PlayStation 4 (Emulado), Xbox 360, Xbox One (Emulado), GameCube         |
| Resident Evil Remake           | 2002 | GameCube                                                               | PC, PlayStation 3, PlayStation 4, Xbox 360, Xbox One, Wii, Switch                                     |
| Resident Evil Zero             | 2002 | GameCube                                                               | PC, PlayStation 3, PlayStation 4, Xbox 360, Xbox One, Wii, Switch                                     |
| Resident Evil 4                | 2005 | GameCube                                                               | PC, PlayStation 2, PlayStation 3, PlayStation 4, Xbox 360, Xbox One, Wii, Switch, Android, iOS, Zeebo |
| Resident Evil 5                | 2009 | PlayStation 3, Xbox 360                                                | PC, PlayStation 4, Xbox One, Switch, Shield Android TV                                                |
| Resident Evil 6                | 2012 | PlayStation 3, Xbox 360                                                | PC, PlayStation 4, Xbox One, Switch                                                                   |
| Resident Evil 7: Biohazard     | 2017 | PlayStation 4, Xbox One, Windows                                       | Switch (Versão em Cloud), PlayStation 5, Xbox Series X                                                |
| Resident Evil 2 Remake         | 2019 | PlayStation 4, Xbox One, Windows                                       | Playstation 5, Xbox Series X, Switch (Versão em Cloud)                                                |
| Resident Evil 3 Remake         | 2020 | PlayStation 4, Xbox One, Windows                                       | Playstation 5, Xbox Series X, Switch (Versão em Cloud)                                                |
| Resident Evil Village          | 2021 | PlayStation 4, Playstation 5, Stadia, Xbox One, Xbox Series X, Windows | Switch (Versão em Cloud), iOS                                                                         |
| Resident Evil 4 Remake         | 2023 | PlayStation 4, Playstation 5, Xbox Series X, Windows                   | iOS, iPadOS                                                                                           |
| Resident Evil Requiem          | 2026 | Playstation 5, Xbox Series X, Windows                                  | |

### Série Gun Survivor
Estes são jogos relatados a Resident Evil que foram lançados pela Capcom como parte da série Gun Survivor no Japão. O estilo de jogo na série é diferente dos jogos da série principal, nele a ação se dá na perspectiva de 1ª pessoa, na qual o jogador pode usar uma light gun (GunCon da Namco) além do controle (apesar desta característica ter sido inicialmente tirada do lançamento americano de Survivor). Note que o terceiro título de Gun Survivor (Dino Stalker) não é ligado a série Resident Evil, sendo baseado na série Dinocrisis.
Enquanto Gun Survivor não faz parte da série principal, alguns fãs consideram o jogo como sendo, devido ao Survivor original se passar em Resident Evil 0 (Sheena Island, local onde Survivor se passa, é dito como fonte da epidemia do T-Virus) e pelo fato do escritor da Flagship, Noboru Sugimura (quem criou os cenários para Resident Evil 2, Code: Veronica e Resident Evil 0), também trabalhar na série Gun Survivor.
Até agora, todos os jogos Gun Survivor tiveram péssimas críticas, mas que melhoram a cada título lançado. A série alcançou algo como um status cult – de certa forma respeitado, pela Capcom ter tentado criar algo novo usando tanto a Light Gun quanto a série em geral, mas declaradamente problemático, com controles ruins e gráficos totalmente inferiores.
| Título                    | Ano  | Plataforma Original | Outras Plataformas |
| ------------------------- | ---- | ------------------- | ------------------ |
| Biohazard: Gun Survivor   | 2000 | PlayStation         | PC                 |
| Biohazard: Gun Survivor 2 | 2002 | Arcade              | PlayStation 2      |
| Biohazard: Gun Survivor 3 | 2002 | PlayStation 2       | -                  |
| Biohazard: Gun Survivor 4 | 2003 | PlayStation 2       | -                  |

### Série Outbreak

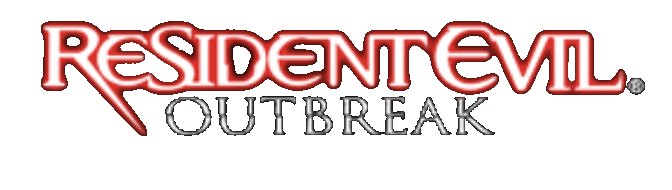
Logotipo da série Outbreak.

A sub-série que manteve a melhor critica pelos fãs, aparentemente com os mesmos elementos dos jogos clássicos. Localizado entre Resident Evil 2 e 3, Resident Evil Outbreak permite ao jogador ver o ocorrido pela epidemia do T-Virus em Raccoon City pela perspectiva de outros personagens. O título foi seguido pela sequência chamada Resident Evil: Outbreak: File 2.
Pela natureza única dos dois primeiros jogos, existem rumores que um terceiro título de Outbreak está em produção [carece de fontes?], por personagens e dados terem sido descobertos nos games anteriores através de cheat. Apesar disto, nenhum plano de dar sequência a série Outbreak foi oficialmente anunciada. Porém há uma petição feita por fãs do mundo inteiro pedindo uma continuação de File #2.
O jogador tem direito a controlar oito personagens exclusivos, dentre eles estão Kevin Ryman, Mark Williams, Jim Chapman, George Hamilton, David King, Alyssa Ashcroft, Yoko Suzuki e Cindy Lennox. Contudo estes foram alguns dos sobreviventes de Raccoon City. Cada um dos cenários traz informações importantes e vitais para o plano de fundo da série, o que enriquece ainda mais o universo de Resident Evil. Portanto, mesmo sendo um título spin-off, ou seja, uma história paralela à série principal, ainda assim seus eventos são oficiais e de conhecimento imprescindível a qualquer fã declarado da franquia.
Sobre a composição musical de Akihiko Matsumoto, Resident Evil Outbreak levou á Akihiko o prêmio de melhor composição musical de 2003 (Japanese Academy Awards).
| Título                          | Ano  | Plataforma Original |
| ------------------------------- | ---- | ------------------- |
| Resident Evil Outbreak          | 2004 | PlayStation 2       |
| Resident Evil: Outbreak: File 2 | 2005 | PlayStation 2       |

### Série Chronicles
Essa série é principalmente vista como uma reimaginação dos jogos principais da franquia, como Resident Evil 1 e Resident Evil 3. Estes cenários adaptados não devem ser levados em conta para série devido aos diversos furos contido neles. Porém, apesar destes quesitos, a série Chronicles tratou de explicar diversas dúvidas deixadas para trás, como o motivo da queda permanente da Umbrella. O vilão Albert Wesker é o narrador e protagonista de The Umbrella Chronicles, enquanto o enredo de The Darkside Chronicles é narrado por Leon S. Kennedy.
| Título                                 | Ano  | Plataforma         |
| -------------------------------------- | ---- | ------------------ |
| Resident Evil: The Umbrella Chronicles | 2007 | Wii, PlayStation 3 |
| Resident Evil: The Darkside Chronicles | 2009 | Wii, PlayStation 3 |

### Série Revelations
É uma sub-série (spin-off) que possui o objetivo explicar as lacunas temporais presentes entre os games principais e ligar algumas pontas soltas na franquia em geral.Seu primeiro trailer foi anunciado na E3 de 2010 e teve o lançamento exclusivo de Nintendo 3DS em 2012. O sucesso foi tamanho que a Capcom decidiu portá-lo para as outras plataformas de mesa em 2013.Foi relançado para Playstation 4 e Xbox One no dia 29 de agosto de 2017Se passa entre Resident Evil 4 e Resident Evil 5.Possui como protagonistas Jill Valentine,Parker Luciani,Chris Redfield e Jessica Sherawat.Já o segundo título foi anunciado na conferência da sony pré Tokyo Game Show de 2014,teve seu primeiro trailer ainda nesse mesmo ano e conta com formato episódico,sendo quatro no total:o primeiro saiu no dia 24 de fevereiro de 2015 na américa do norte e o último episódio no dia 17 de março do mesmo ano.Conta com Claire Redfield, Moira Burton, Barry Burton e Natalia Korda,se passando após Resident Evil 5 e antes de Resident Evil 6.
O primeiro título vendeu 1.7 milhões de unidades enquanto o segundo vendeu 2.3 milhões.Revelations obteve média 82 no Metacritc em sua versão de 3DS e Revelations 2,média de 75 no mesmo site.Os produtores desejam dar continuidade à sub-série.
| Título                      | Ano  | Plataforma Original                                               | Outras Plataformas                                                         |
| --------------------------- | ---- | ----------------------------------------------------------------- | -------------------------------------------------------------------------- |
| Resident Evil:Revelations   | 2012 | Nintendo 3DS                                                      | Playstation 3, Xbox 360, Wii U, PC, Nintendo Switch,Playstation 4,Xbox One |
| Resident Evil:Revelations 2 | 2015 | Playstation 3,Playstation 4,Playstation Vita,Xbox 360,Xbox One,PC | Nintendo Switch                                                            |

### Outros títulos
Em 2001, a Capcom lançou um título para Game Boy Color chamado Resident Evil Gaiden. O jogo não foi desenvolvido internamente por nenhum estúdio da Capcom, mas por uma desenvolvedora britânica chamada M4 Limited, apesar do criador da série Shinji Mikami supervisionar o desenvolvimento do jogo e Hiroki Kato, diretor de CODE: Veronica , que escreveu o enredo do game. O jogo era um RPG mostrando uma visão geral para exploração e em primeira pessoa para batalhas. Mostrando os eventos ocorridos após CODE: Veronica, Gaiden põe Barry Burton e Leon S. Kennedy investigando um cruzeiro (Starlight) infestado com armas bio-orgânicas enquanto trabalham para uma organização antiUmbrella. Este jogo não é considerado canônico devido ao final trágico, em que Leon se infecta com uma doença desconhecida. Apesar desta doença nunca ter sido explorada nos games posteriores, quando Resident Evil 4 estava em desenvolvimento, Gaiden dá uma explicação ao porque de Leon, protagonista de ambos os jogos, estar com uma doença desconhecida em RE4—uma infecção causada pelo ataque de um mostro em Gaiden. Quando RE4 foi lançado, no entanto, foi revelado que a doença de Leon está relacionada a eventos dentro de RE4(pois foi contaminado pelos "Las Plagas" e logo após no mesmo jogo,curado) e não ligados a infecções em games anteriores.
A Capcom também lançou diversos títulos para celular (alguns sendo exclusivos em solo no japonês) baseados na série.
| Título                               | Ano  | Plataformas                                       |
| ------------------------------------ | ---- | ------------------------------------------------- |
| Resident Evil: Zombie Buster         | 2001 | i-mode, Vodafone, au-phone                        |
| Biohazard: Zombie Shooter            | 2001 | i-mode, au-phone                                  |
| Biohazard i Survivor                 | 2001 | i-mode                                            |
| Resident Evil Gaiden                 | 2001 | Game Boy Color                                    |
| Resident Evil: Assault The Nightmare | 2002 | i-mode, Vodafone                                  |
| Biohazard 4D-Executer                | 2003 | movie                                             |
| Biohazard: The Stories               | 2005 | i-mode                                            |
| Resident Evil: The Missions          | 2005 | Telefone celular                                  |
| Biohazard: The Operations            | 2005 | iPhone                                            |
| Resident Evil Confidential Report    | 2006 | Telefone celular                                  |
| Resident Evil: Deadly Silence        | 2006 | Nintendo DS                                       |
| Biohazard: The Episodes              | 2007 | i-mode                                            |
| Resident Evil 4: Mobile Edition      | 2008 | Telefone celular, iPhone, iPod Touch, iPad, Zeebo |
| Resident Evil: Genesis               | 2008 | Telefone celular                                  |
| Resident Evil: Degeneration Mobile   | 2008 | Telefone celular, N-Gage, iPod Touch              |
| Resident Evil: UpRising versão 1 e 2 | 2009 | Telefone celular                                  |
| Biohazard: Survival Door             | 2010 | Telefone celular                                  |
| Resident Evil: The Mercenaries Vs.   | 2011 | iPhone, iPad, iPod                                |
| Biohazard Outbreak Survive           | 2011 | GREE                                              |

### Títulos abandonados
- Resident Evil Ø, Nintendo 64

Resident Evil 0 começou sendo produzido no Nintendo 64, e apresentava gráficos parecidos com os de Resident Evil 2 e 3. Os desenvolvedores acreditavam que o sistema de cartuchos do console iria ter um tempo de carregamento (loading) mais rápido, exigido pela troca de personagens no jogo.
A produção migrou para o Game Cube no meio de seu desenvolvimento, seguindo a tendência de outros que tiveram seu desenvolvimento movido do N64 para o GameCube, como Eternal Darkness e Dinossaur Planet. O enredo e no lançamento da versão para Game Cube foram praticamente intocados, apesar de Rebecca receber uma nova roupa (ela vestia originalmente uma boina branca e ombreiras, similar a roupa original de Jill Valentine) e dos gráficos terem sido melhorados para tirar vantagem do hardware do Game Cube. Muitos dos EX Files apresentados na versão para Nintendo 64 de Resident Evil 2, chamados Rebecca's Report e Mother Vírus Report, se ligam a eventos do Resident Evil 0. Muitas das variações posteriores do hardware do Nintendo 64 incluíam screenshots dessa versão de Resident Evil 0 com a frase "Coming Soon" ("Em Breve").
- Resident Evil, Game Boy Color

Uma adaptação para o Game Boy Color do jogo original para PlayStation, foi anunciada ao mesmo tempo da versão para Nintendo 64 de Resident Evil 0, com novos inimigos e formas de save a serem incluídos. Embora a HotGen Studios, desenvolvedora da adaptação, ser capaz de recriar o estilo tridimensional do jogo original no hardware do Game Boy Color através de um processo de compressão de imagens, o projeto foi cancelado. Assim que a HotGen Studios e a Capcom perceberam que o jogo seria de tão baixa qualidade para produzir, um título reserva, Resident Evil Gaiden, foi criado levando-se em conta os limites do Game Boy Color. A única chance que os fãs da série tiveram de ter acesso ao título foi através de duas roms 90% completas, as quais vazaram na internet.
- Resident Evil 2 (Protótipo), PlayStation e Sega Saturn

Também conhecido como Resident Evil 1.5, a primeira tentativa para uma sequência do Resident Evil original, foi vista uma versão para PlayStation aparentemente 80% pronta e a apenas um mês do lançamento, a Capcom abandonou o título.
A equipe de desenvolvimento foi refeita, começando a produção do zero. A equipe pegou emprestado os personagens do protótipo, chamados Leon S. Kennedy e Marvin Branagh (o policial que morre na delegacia no começo do jogo. Branagh originalmente sobreviveria ajudaria Leon a escapar junto com Ada, mas ele morre na nova versão). Visivelmente ausente está Elza Walker que era a heroína do protótipo. Ela foi substituída pela muito parecida Claire Redfield na versão final.
Personagens coadjuvantes da história incluem os Birkins (William, Annette e Sherry), Ada Wong (a qual seria originalmente uma pesquisadora) e Robert Kendo (o dono da loja de armas, que seria uma ajuda importante na história de Elza). Brian Irons, o delegado, também aparecia no protótipo, mas não seria o vilão que foi na versão final. A principal mudança foi a moderna delegacia em comparação com a versão mais sombria da mesma na versão final. O protótipo também incluía esgotos, cadeias e laboratórios, no qual o último foi reaproveitado na versão final. Criaturas mostradas no protótipo incluíam aranhas humanas, gorilas zumbis, zumbis policiais diferentes e uma versão diferente da criatura com o G-Vírus.
Foi comentado que o jogo teria alguns bônus, como granadas de mão e coletes. Também foi comentado sobre melhorias gráficas, como um jato de sangue que espirraria e ficaria na roupa do personagem quando se disparasse contra um inimigo a uma curta distância.
O jogo, porém, não tinha o sistema em que a história de um personagem afetaria a de outro. Em vez disso, os enredos de Leon e Elza seriam independentes um do outro (assim como os de Chris e Jill no original), com múltiplos finais dependendo da sobrevivência do outro personagem.
A arte Conceitual para o jogo foi divulgada através de vários materiais ligados a série Resident Evil. Também, partes do jogo foram mostradas no disco bônus Biohazard: Complete Disc na versão Dual Shock do Biohazard: Director's Cut no Japão. Pedidos para uma versão jogável do game de uma ou outra forma foram mal sucedidas também.
Alguns desenhos e mídias do protótipo foram deixados na versão final de Resident Evil 2 na forma de arquivos não usados.
Além disso, uma versão de Resident Evil 2 foi anunciada para o Sega Saturn, enquanto o protótipo estava em desenvolvimento para o PlayStation. Quando a versão para PlayStation foi abandonada, a versão para Sega Saturn também foi deixada de lado, apesar de continuar incerto se ela se quer tenha começado.
Depois da era do Sega Saturn, Capcom re-anunciou o Resident Evil 2 para o Saturn baseado no novo Resident Evil 2 que utilizaria seu novo cartucho de 4MB. Este também foi cancelado, com os desenvolvedores dizendo que não seriam capazes de capturar a qualidade da versão para PS one.
Um website chamado Bio-Flames está pedindo para terminar o protótipo de Resident Evil 2 para ser lancado como bonus em algum jogo da capcom.
- Resident Evil 2 Game.com edition - Claire Cart, Game.com

No final de 1998, Resident Evil 2 chegava ao portátil Game.com, da Tiger, e seria um entre a biblioteca de 20 títulos lançado durante o curto ciclo de vida do console. A versão de RE2 para Game.com foi lançada no final de 1998 e continha apenas a aventura com Leon. A aventura com Claire chegaria posteriormente em um novo cartucho completando a trama do segundo game da série e também permitiria multiplayer local. No entanto, devido a rápida falência do console pelas péssimas críticas e baixas vendas, o título nunca chegou a ser lançado.
- Resident Evil 4, GameCube, PlayStation 2, Nintendo Wii & PC

O jogo Devil May Cry foi originalmente criado para ser uma sequência de Resident Evil mas o jogo passou por muitas mudanças radicais e foi considerado muito distante da série. A ideia original do jogo era estrelada por um policial europeu chamado Dante (que é o mesmo nome do personagem principal do jogo final) que é enviado para investigar um castelo que foi infestado por B.O.Ws. Muitas das criaturas do Devil May Cry final foram planejadas para serem monstros criados por um novo tipo de vírus.
Mais tarde, Resident Evil 4 teve seu lançamento oficial no Game Cube. A versão para este console passou por três diferentes fases durante o desenvolvimento, cada uma com uma premissa diferente, antes de Mikami decidir se encarregar da produção e criar o atual Resident Evil 4.
O primeiro protótipo do jogo, conhecida pelos desenvolvedores como "Fog Version", (algo como "versão névoa"), mostrando Leon lutando com um suposto fantasma em forma de névoa. Isso era para ser o resultado de sua infecção com o Progenitor Vírus, coberto pelos Resident Evil 0 e pelo remake do Resident Evil original.
O segundo protótipo, a "versão do homem gancho" ("Hook Man version"), mostrando a luta de Leon contra inimigos sobrenaturais, incluindo bonecas que ganhavam vida, armaduras (que na verdade fizeram uma aparição na versão final), e pelo já mencionado "homem gancho" (uma obscura, ensanguentada e muito ferida silhueta/humanóide (dependendo da versão vista) que carregava uma corrente e um gancho consigo). Cenas do jogo desse protótipo pode ser vista no Biohazard 4 Secret DVD e espalhadas pela internet.
A terceira versão (e a proposta final antes da versão lançada) mostrava os zumbis como inimigos (de novo) e descrevia os eventos que levaram ao fechamento da Umbrella, algo apenas mencionado na versão final. Esta versão não durou muito, rejeitada pelos desenvolvedores como muito "manjada".
Teve um prototipo de um minigame de Ashley, nesse minigame Ashley e o cachorro que o Leon salva no começo do jogo iria explorar o castelo de Salazar mais esse minigame acabou não indo pro jogo final e foi reaproveitado mais tarde como spin-off da serie de jogos Clock Tower, Haunting Ground.
- Resident Evil 5, Play Station 3 e X-Box 360

Inicialmente, um vídeo bem curto do jogo foi liberado em 2005, Revelando já de cara gráficos muito bem trabalhados, cenário ensolarado e um personagem masculino que até então ninguém sabia o nome. Muitos fãs apostavam ser personagens conhecidos, como Chris Redfield e Billy Coen. Subitamente, o personagem é cercado por inimigos velozes, e o título é mostrado. O produtor do jogo Jun Takeuchi não soltou muitas informações, apenas que a história se passaria na África. Depois de dois anos especulando sobre o título, finalmente, em 2007, a Capcom lança o primeiro Trailer, e também o que causou mais polêmicas.
Chris Redfield foi confirmado como sendo o personagem principal da trama. Os inimigos (vistos em quantidades assustadoras) apresentados aparentavam ser africanos infectados com algum tipo de vírus ou o Las Plagas, de Resident Evil 4, além de um inimigo destruidor portando um machado gigante. No trailer, Chris era emboscado pelos habitantes de uma vila, e ao final do vídeo, a câmera centralizava os olhos de uma misteriosa personagem feminina, outro mistério a assombrar os fãs.
O trailer, porém, foi vítima de várias acusações de racismos, principalmente sendo o personagem principal um homem branco matando negros que foram postos como monstros assassino. O game seria drásticamente reformulado desde então. Pouco tempo antes do lançamento de de Resident Evil 5, Takeuchi revelou que os zumbis e Tyrants voltariam no quinto capítulo da saga, mas a história foi reformulada depois das críticas. Chris também ganhou uma parceira feminina Africana, Sheva Alomar, e o título deixou de ser uma experiência solitária para uma jornada cooperativa. Muitos outros aspectos do jogo foram alterados, até chegarmos a versão final que temos hoje.

## Outras mídias

### Filmes

#### Live-action
| Ano  | Título                                 | Diretor             | Distribuidor(es) |
| ---- | -------------------------------------- | ------------------- | ---------------- |
| 2002 | Resident Evil                          | Paul W. S. Anderson | Screen Gems      |
| 2004 | Resident Evil: Apocalypse              | Alexander Witt      | Screen Gems      |
| 2007 | Resident Evil: Extinction              | Russell Mulcahy     | Screen Gems      |
| 2010 | Resident Evil: Afterlife               | Paul W. S. Anderson | Screen Gems      |
| 2012 | Resident Evil: Retribution             | Paul W. S. Anderson | Screen Gems      |
| 2016 | Resident Evil: The Final Chapter       | Paul W. S. Anderson | Screen Gems      |
| 2021 | Resident Evil: Welcome to Raccoon City | Johannes Roberts    | Sony Pictures    |

#### Animação
| Ano  | Título                           | Diretor            | Distribuidor(es) |
| ---- | -------------------------------- | ------------------ | ---------------- |
| 2000 | Biohazard 4D-Executer            | Koichi Ohata       | -                |
| 2008 | Resident Evil: Degeneration      | Makoto Kamiya      | Sony Pictures    |
| 2012 | Resident Evil: Damnation         | Makoto Kamiya      | Sony Pictures    |
| 2017 | Resident Evil: Vendetta          | Takanori Tsujimoto | Sony Pictures    |
| 2021 | Resident Evil: Infinite Darkness | Eiichiro Hasumi    | Netflix          |
| 2023 | Resident Evil: Death Island      | Eiichiro Hasumi    | Sony Pictures    |

### Televisão
Em 27 de agosto de 2020, foi anunciado a produção de uma série pelo serviço de streaming Netflix, com sua primeira temporada contendo oito episódios de uma hora de duração. A série está sendo desenvolvida por Andrew Dabb, roteirista que trabalhou em Supernatural, e Bronwen Hughes servindo como produtora executiva, além da mesma dirigir os dois primeiros episódios. O projeto também conta com a colaboração da Constantin Film, mesma produtora que desenvolveu a série de filmes da franquia.
A história ambientada em duas cronologias diferentes, apresenta as irmãs Jade e Billie Wesker, filhas de Albert Wesker, que se mudam para New Raccoon City, que está totalmente controlada pela Umbrella Corporation, e devem passar a adolescência no local, até descobrirem os segredos sombrios da empresa e de seu próprio pai. O segundo arco avança mais de dez anos no futuro e mostra um planeta pós-apocalíptico, com números bem específicos: são 15 milhões de pessoas e seis bilhões de monstros.

### Livros
A série de livros Resident Evil, escrita por S.D. Perry, foi adaptada da série original de jogos (apesar de outros livros terem sido escritos por outros autores, baseados dessa vez nos filmes). Apesar dos livros seguirem o enredo dos jogos fielmente na maioria das vezes, certos detalhes e partes do enredo são diferentes das do jogo, por isso eles não podem ser considerados dentro da cronologia dos jogos, formando, portanto, um universo à parte dos jogos, com eventos similares, mas sem em nenhum momento se misturarem. Junto a isso, S. D. Perry também escreveu dois livros originais de Resident Evil, passados entre eventos ocorridos em certos jogos.

#### Adaptações do jogo
- The Umbrella Conspiracy - Adaptação do Resident Evil original. Escrito por S.D. Perry, 1998, ISBN 0-671-02439-6.
- Caliban Cove - Um livro original, contando a história passada na ficcional ilha de Caliban Cove. O livro mostra Rebecca, em uma tentativa de deter um cientista de disseminar uma forma modificada do T-Virus, a ajuda de uma unidade norte americana da S.T.A.R.S. Escrito por S.D. Perry, 1998, ISBN 0-671-02440X.
- City of the Dead - Adaptação de Resident Evil 2. Escrito por S.D. Perry, 1999, ISBN 0-671-024418.
- Underworld - Um livro original que mostra Claire, Rebecca e Leon Kennedy na tentativa de fechar a Umbrella antes que suas armas biológicas sejam lançadas. Alguns sobreviventes da S.T.A.R.S. norte americana aparecem neste livro. 1999, ISBN 0-671-024426.
- Nemesis - Adaptação de Resident Evil 3: Nemesis. Escrito por S.D. Perry, 2000, ISBN 0-671-178496-X.
- Code Veronica - Adaptação de Resident Evil Code: Veronica. Escrito por S.D. Perry, 2001, ISBN 0-671-78498-6.
- Zero Hour - Adaptação de Resident Evil 0. Escrito por S.D. Perry, 2004, ISBN 0671785117.

## Livro-filme
A segunda série de livros sobre Resident Evil, baseada nos filmes, foi escrita por Keith R.A. DeCandido.
- Resident Evil: Genesis - Adaptação do primeiro filme. Escrito por Keith R.A. DeCandido, 2001, ISBN 0-743-49291-9.
- Resident Evil: Apocalypse - Adaptação do segundo filme, Resident Evil: Apocalypse, os eventos em cada um são histórias
- Resident Evil: Extinction - Adaptação do terceiro filme, Resident Evil: Extinction, os eventos em cada um são histórias alternativas dentro da linha de tempo de Resident Evil 3: Nemesis. Escrito por Keith R.A. DeCandido, 2004, ISBN 0-743-49349-4.
- Resident Evil: Retribution - Adaptação do quinto filme.
- Resident Evil: The Final Chapter - Adaptação do sexto filme.

Em um interessante momento de contradição, os livros de DeCandido parecem se referir que os eventos em Resident Evil: Genesis se passam entre os jogos Resident Evil e Resident Evil 2, apesar de Paul W.S. Anderson insistir que o primeiro filme precede os eventos ocorridos no primeiro jogo. De qualquer jeito, esse pode ser considerado um tabu, desde que isso foi determinado por muitos que o livro e os filmes ocupam seus próprios enredos alternativos, fora da história dos jogos.

### Adaptações japonesas
Junto com os livros acima, vários livros sob o título Biohazard foram publicados no Japão, incluindo traduções dos livros de S. D. Perry e DeCandido. Abaixo, uma lista de livros originais lançados no Japão:
- Biohazard: The Beginning - Um livro original, lançado como parte integrante do livro The True Story behind Biohazard, publicada pela Capcom. A história serve como um prólogo para o primeiro jogo da série. No livro, Chris Redfield investiga o desaparecimento de seu amigo Billy Rabittson, um empregado da Umbrella. Escrito por Hiroyuki Aniga, 1997.
- Biohazard: The Beast of the North Sea (バイオハザード―北海の妖獣; Biohazard Hokkai no Yôjû) - Escrito por Kyu Asakura, 1998, ISBN 4-087-03067-9
- Biohazard: to the Liberty - Escrito por Suiren Kimura, 2002, ISBN 4-840-22093-X
- Biohazard: Rose Blank - Escrito por Tadashi Aizawa, 2002, ISBN 4-840-22080-8
- Biohazard - Adaptação Japonesa não ligada ao livro de DeCandido. Escrito por Osamu Makino, 2002, ISBN 4-043-52204-5

### HQs

#### Resident Evil: The Official Comic Magazine
Uma série de HQs lançada entre 1998 e 1999 pela DC / Wildstorm Comics, contou com dezesseis histórias, sendo algumas inspiradas nos games da série e outras inéditas. O gibi obteve sucesso de vendas regular, mas nunca foi pensado como uma publicação regular, chegando ao fim em sua quinta edição. No final de 1999, as histórias foram republicadas, desta vez encadernadas em uma edição de luxo, sob o selo DC Comics. A série não possui quaisquer conexões com a cronologia.

#### Resident Evil: Fire and Ice
Resident Evil: Fire & Ice é uma série de HQs de quatro edições produzida pela Wildstorm, foi publicada bimensalmente de dezembro de 2000 a maio de 2001. A história foi escrita por Kris Oprisko e Ted Adams, com arte de Lee Bermejo e Mark Irwin. A história gira em torno do S.T.A.R.S. Charlie divisão da equipe, como eles são enviados para investigar um circo contaminado pelo G-Virus. A história em quadrinhos foi reimpressa numa colecção de bolso comércio pela DC Comics em abril de 2009. Também não possui conexão com a cronologia da saga.

#### Resident Evil: Code Veronica (HQ)
Também lançada pela Wildstorm, esta série conta com riqueza de detalhes a história de Resident Evil CODE: Veronica. Claire Redfield, em busca de seu irmão Chris, invade um prédio da Umbrella na Europa. Ela é capturada e levada à Ilha Rockfort, onde mais uma vez há um vazamento de T-Virus. A jovem se une a Steve Burnside e, juntos, tentam sobreviver ao pesadelo, ao mesmo tempo que descobrem mais segredos sobre os fundadores da companhia farmacêutica responsável por todas aquelas atrocidades. Publicada em 2002 e dividida em quatro edições de autoria de Lee Chung Hing.

#### Resident Evil (HQ)
Resident Evil (sem subtítulos) é uma história em quadrinhos não canônica que é uma prequela a Resident Evil 5, publicado pela Wildstorm em 6 capítulos. Escrito por Ricardo Sanchez e a arte por Kevin Sharpe e Jheremy Raapack. O enredo começa quando uma estação espacial sob suspeita de estar envolvida com a produção de armas biológicas deixa de fazer contato, e a agente da BSAA Mina Gere é enviada para investigar.[carece de fontes?]

### Mangás

#### Biohazard The Umbrella Chronicles: Prelude to the Fall
Com uma história dividida em duas edições publicadas na revista japonesa Shonen Champion, “Prelude to the Fall” é um prequel dos capítulos Umbrella's End e Dark Legacy, mostrando os primeiros movimentos de Wesker, Chris e Jill nos arredores da base da Umbrella na região do Cáucaso, na Rússia, e a descoberta do vazamento do t-vírus que levou ao ataque ao complexo de pesquisa, pouco depois. É o primeiro mangá licenciado da série. Esse lançamento faz parte da linha de tempo da série.

#### Biohazard: Marhawa Desire
Biohazard: Marhawa Desire é o segundo mangá licenciado da série sendo desenvolvido pela CapBon!. O personagem principal do mangá é Chris Redfield. Como capitão de uma equipe Alpha SOU (Unidade de Operações Especiais) do ramo BSAA norte-americano, ele investiga uma série de incidentes com material biológico ocorridos em "Marhawa Escola", a maior escola da Ásia elite em uma ilha isolada em um determinado país no Extremo Oriente. Esse mangá também faz parte da linha de tempo da série.

#### Biohazard: Heavenly Island
Biohazard: Heavenly Island é o terceiro mangá licenciado da série. A personagem principal do mangá é Claire Redfield. Heavenly Island conta a história de uma equipe de TV popular que desembarca em uma ilha da America do Sul para cobrir um concurso de beleza, que está recheado de modelos de biquíni. Esse mangá também faz parte da linha de tempo da série.

## Em outros jogos
Devido à popularidade da série Resident Evil, a Capcom incorporou referências a série e mais atualmente, até crossovers com seus personagens em outros de seus títulos. Outras companhias, tais como a SNK Playmore e Namco, também incorporaram referências à série.
- Trick'N Snowboarder (Tricky Sliders) - Um jogo de snow board para PlayStation, tendo Leon, Claire e um policial zumbi de Resident Evil 2 como personagens destraváveis
- Pocket Fighter - Um jogo de luta de Super Deformeds estrelando personagens de Street Fighter e Darkstalkers. Em um de seus combos, Chun Li esta vestida como Jill Valentine em sua farda da S.T.A.R.S. O final de Akuma no jogo também mostra uma cena na qual ele luta contra zumbis vestidos como os do Resident Evil' original '.
- Dino Crisis - Um jogo de survival horror dirigido por Shinji Mikami, muitas vezes considerado como parente da série Resident Evil. Logotipos da Umbrella podem ser vistos em certas caixas.
- Marvel vs. Capcom 2 - Um popular jogo de luta foi adaptado para muitos consoles, Marvel vs. Capcom 2 apresentava uma extensa gama de personagens da Marvel Comics e da Capcom. A Jill Valentine de Resident Evil era um desses personagens, com movimentos especiais incluindo uma habilidade de chamar zumbis e lançar corvos e Cerberus para causar dano. De seus três super combos, dois deles eram lançar uma série de foguetes do lançador de foguetes do RE1, e chamar um Tyrant para retalhar o oponente.
- SNK vs. Capcom: Card Fighters Clash - Um card-game para o Neo Geo Pocket Color. Card Fighters Clash apresentava várias cartas baseadas nos jogos da Capcom e da SNK, incluindo cartas da Jill Valentine, Leon S. Kennedy, Claire Redfield e de um zumbi. A sequência (Card Fighters 2: Expand Edition) incluía Chris Redfield e Nemesis ao elenco.
- Under the Skin - Uma das fases dessa comédia de ficção científica para PS 2 se passava em uma paródia da conhecida Raccoon City, e apresentava muitos dos personagens de Resident Evil 3: Nemesis, incluindo Jill Valentine e Carlos Oliveira, além do próprio Nemesis.
- Namco x Capcom - Um RPG de estratégia para PS 2. Bruce McGivern e Fong Ling de Resident Evil: Dead Aim eram mostrados, além de outros personagens da Namco e Capcom.
- Viewtiful Joe: Double Trouble - Uma continuação da série Viewtiful Joe para Nintendo DS continha uma fase baseada na série Resident Evil, apresentando músicas de fundo da série, inimigos inspirados nos de RE (como uma miniatura de Cerberus) e imagens dos personagens ao fundo..
- Dead Rising - Uma nova série de jogos da Capcom sobre um shopping infestado por zumbis, há um restaurante com o nome "Jill's Sandwiches" e outro "Chris's Fine Foods", referências a Jill Valentine e Chris Redfield, respectivamente.
- MegaMan Legends 2-É citado num cartucho de videogame escrito Resident Evil 44.
- Marvel vs. Capcom 3: Fate of Two Worlds - O terceiro game da famosa série de luta, terá como representantes de Resident Evil Chris Redfield e Albert Wesker. Enquanto Chris utiliza golpes e armas semelhantes aos vistos em Resident Evil 5, como a pistola, facão, magnum, shotgun, etc, Wesker abusa de suas investidas super poderosas, como o Rhino Charge, golpe que também foi tirado de Resident Evil 5. Jill Valentine também participará do game, sendo um personagem acessível por meio de DLC.

## Recepção
Apesar dos fortes elementos de terror uma classificação para Adultos que limita o público, todos os jogos da série principal de Resident Evil foram lançados com críticas positivas. Muitos dos jogos, notavelmente o Resident Evil 3: Nemesis, foram homenageados com muitos prêmios "Jogo do Ano" e muitas vezes postos na lista de "O Melhor Jogo Já Produzido".
Uma crítica comum a série são seus puzzles (quebra-cabeças) estranhos, aleatórios e as suas localizações. Se falando em Code: Veronica, o site Gamecritics escreveu que o jogo " continua uma experiência amplamente dirigida por puzzles (ao contrário de dirigida pelo enredo)." A Capcom tem sido elogiada, no entanto, por fazer uma tentativa de exclui-los ou melhor integra-los no jogo, com a IGN escrevendo que os puzzles de Resident Evil 4 "não são tão obscuros que não possam ser compreendidos e de fato muitos deles são claramente infantis."
Um fato que dividiu a comunidade de fãs de Resident Evil por anos foi a discussão sobre qual o "melhor" Resident Evil. Apesar de Resident Evil 4 ser estatisticamente considerado o melhor pelas notas da crítica, alguns fãs ainda consideram  Resident Evil 2 como o melhor, e isso gera muita discussão entre os fãs da série.
Resident Evil 4 deu um novo rumo para a série continuou em Resident Evil 5, onde uma das maiores críticas foram a falta de puzzles e do survivor horror.
Resident Evil 6 foi o game lançado em 2012, mas não foi tão bem recebido pelos fãs. Uns dos principais problemas do game é a câmera, gráficos, muitos QTEs e muitos titles updates e DLCs.
No dia 22 de janeiro (de 2013), a Capcom confirmou o relançamento de Resident Evil: Revelations (com o título de Resident Evil Revelations: Unveiled Edition) para Playstation 3, XBox 360, Wii U e PC, o game chegará em formato físico dia 21 de maio nos EUA, 23 de maio no Japão e 24 de maio na Europa, o formato digital também será lançado no mesmo dia, estando disponível apenas para Playstation 3 e PC (XBox 360 e Wii U terão o game em formato digital em breve).
Resident Evil: Revelations 2 (2015), foi bem recebido pelos fãs da série. A promessa de retornar ao estilo survival-horror, foi satisfatória. O jogo contou com o retorno de Claire Redfield, protagonista de Resident Evil 2 e Resident Evil Code: Veronica, que agradou depois de tanto tempo. A maior polêmica gerada foi como a vilã Alex Wesker (uma das crianças do projeto Wesker), conseguiu realizar a transferência de mente, para poder ter a imortalidade, em Natalia Korda.